# Faustino Harrison
Faustino Harrison (Dipartimento di Flores, 1900 – Montevideo, 20 agosto 1963) è stato un politico e notaio uruguaiano.
È stato Presidente del Consejo Nacional de Gobierno (carica che sostituì quella della Presidenza della Repubblica) dal 1º marzo 1962 al 1º marzo 1963.